# Конське-Гури
Конське-Гури (пол. Końskie Góry) — село в Польщі, у гміні Мельник Сім'ятицького повіту Підляського воєводства.
У 1975-1998 роках село належало до Білостоцького воєводства.